# Cyprian Ekwensi
Cyprian Ekwensi, né le 26 septembre 1921 et mort le 4 novembre 2007 , est un écrivain nigérian, auteur de nouvelles et de littérature d'enfance et de jeunesse.

## Biographie
Cyprian Ekwensi, de l'ethnie Igbo, est né à Minna, dans l’État du Niger. Il est originaire de Nkwelle Ezunaka dans la région du gouvernement local d'Oyi, dans l'État d'Anambra, au Nigéria. Son père était David Anadumaka, un conteur et chasseur d'éléphants
Ekwensi a étudié au Government College à Ibadan, dans l'État d'Oyo, à Achimota College au Ghana. A la fin de ses études il quitte cet établissement pour aller étudier à l'école de foresterie d'Ibadan, après quoi il a travaillé pendant deux ans en tant qu'officier forestier. Durant le reste de sa vie il a également étudié la pharmacie à l'Institut technique de Yaba, à l'école de pharmacie de Lagos et à l'école de pharmacie de Chelsea de l'Université de Londres. Il a également enseigné au Collège Igbobi à Lagos. 
Ekwensi a épousé Eunice Anyiwo et ils ont eu cinq enfants. Il a de nombreux petits-enfants, y compris son fils Cyprian Ikechi Ekwensi, qui porte le nom de son grand-père, et son aîné Adrianne Tobechi Ekwensi.
Il finit sa vie le 4 novembre 2007 à Enugu.

## Œuvres traduites
- La Brousse ardente (Burning Grass, 1961), Dakar, Présence africaine, 1978.
- Jagua Nana (Jagua Nana, 1961), Dakar, Présence africaine, 1988.